# Bruderschaft der Freien Evangeliums Christen Gemeinden
|  | Dieser Artikel wurde aufgrund von akuten inhaltlichen oder formalen Mängeln auf der Qualitätssicherungsseite des Portals Christentum eingetragen. Bitte hilf mit, die Mängel dieses Artikels zu beseitigen, und beteilige dich bitte an der Diskussion. |

Die Bruderschaft der Freien Evangeliums Christen Gemeinden (BFECG) ist ein Zusammenschluss freikirchlicher Gemeinden. Entstanden ist sie durch Christen vorwiegend russlanddeutscher und russischer Herkunft.

## Geschichte
Aus Pfingstgemeinden, die in den 1920er Jahren durch Russen und Russlanddeutsche in der ehemaligen Sowjetunion gegründet worden waren, ging eine Gemeindebewegung hervor, die offiziell nicht registriert war und sich auch nicht am illegalen Rat der Evangeliumschristen-Baptisten beteiligte. Die Folge war eine Isolierung innerhalb der Freikirchen. Nach der Übersiedlung vieler Russlanddeutscher nach Deutschland schloss sich ein kleiner Teil dieser Bruderschaften dem Bund Freikirchlicher Pfingstgemeinden (BFP) an. Die meisten anderen bildeten eigene Vereinigungen, von denen die BFECG die größte ist. An ihrer Entstehung war maßgeblich Iwan Jefimowitsch Woronajew beteiligt. Die einzelnen Gemeinden tragen das FECG (Freie Evangeliums Christengemeinde) vor dem Ortsnamen. Die Bezeichnung „Bruderschaft“ für den Gemeindebund wurde erst später hinzugefügt.
Die Geschichte in Deutschland begann ungefähr in den 1970er Jahren. Über die Anfänge der Bruderschaft ist nur wenig bekannt. Die ersten Gemeinden wurden in Pforzheim, Speyer, Bremen, Cloppenburg, Trossingen und Lage gegründet. Der Bau eigener Gemeindehäuser begann in den 1980er Jahren. Bis dahin fanden die gottesdienstlichen Versammlungen in Privathäusern statt. Die Gemeinde in Bremen war die erste, die 1983 ihr eigenes Gotteshaus errichtete; ihrem Beispiel folgten nach und nach die anderen Gemeinden. Im Jahr 1987 begann man, die bestehenden Gemeinden regional zu strukturieren. Es entstanden die Vereinigungen „Nord“ und „Süd“. Seit 1989 betreibt die Bruderschaft auch ein eigenes Missionswerk, das Christliche diakonische Hilfswerk Stephanus (CDH-Stephanus).
Nach 1992 wanderten 2500 Mitglieder der Bruderschaft-Gemeinden nach Kanada aus und gründeten dort im Laufe der Jahrzehnte rund 30 Ortsgemeinden.
Im Jahr 1997 gründete die Bruderschaft die Bibelschule Stephanus, die im Laufe der Jahre immer wieder umstrukturiert wurde. Es finden dort Schulungen an einem Wochenende im Monat sowie über eine ganze Woche im Februar statt. Die Verantwortung über die Bibelschule liegt bei Waldemar Maier (Verantwortlicher Bischof) und Peter Schirling (verantwortlich für die biblische Lehre).
Zur Durchführung von gemeindeübergreifenden Tagungen und Seminaren wurde 2013 die Winterscheider Mühle erworben. Auch die Dirigentenschule und die Bibelschule finden dort statt.
Ab dem Jahr 2015 begannen einige russland-deutsche Mitglieder der FECG-Gemeinden in südamerikanische Länder auszuwandern, vor allem nach Paraguay. Diese Welle der Auswanderung hält bis heute an (Stand: Oktober 2023).
Nachdem 2022 der Krieg in der Ukraine begonnen hatte, wurden von der Bruderschaft humanitäre Hilfstransporte ins Kriegsgebiet durchgeführt. Zudem werden Flüchtlinge in Privathäusern aufgenommen bis man für sie eine eigene Wohnung gefunden hat. Diese Flüchtlinge wurden später auch Mitglieder der Gemeinden und sind nun aktiv im Gemeindeleben.

## Struktur
Die BFECG hatte im Jahr 2025 Gemeinden unter anderem in Hannover, Bremen, Bremerhaven, Cloppenburg, Berlin, Speyer, Pforzheim, Bruchmühlbach-Miesau, Rottweil, Saarbrücken, Mettenheim, Stapelage, Salzgitter, Ramstein, Wurmberg, Guntersblum, Bautzen und Flensburg. Der Vorstand der Gemeinden besteht in den meisten Fällen aus Diakonen (Dienern) und Ältesten, wobei die Diakone primär für Organisation, Ordnung und Planung zuständig sind, die Ältesten hingegen für Lehre, Gemeindeordnungen und Seelsorge. Ein Mitglied des Vorstandes wird zum Gemeindeleiter, der auch als Pastor bezeichnet wird, berufen.
Über den örtlichen Gemeinden stehen Bischöfe, die die Lehre in den Gemeinden weiterentwickeln und auf einen gemeinsamen Kurs achten. Die BFECG hat aktuell 11 amtierende und 4 angehende Bischöfe, die die deutschen Gemeinden leiten. Jeder Bischof ist dabei auch für eine bestimmte Region zuständig. An der Spitze des Kreises steht ein verantwortlicher Leiter. Dieses Amt hat seit 2011 Viktor Folz inne. Seine Vorgänger waren Alexander Konradi und Jakob Wiebe.
Die Jugendarbeit erfolgt in den BFECG-Gemeinden in 3 Altersgruppen: Kinder (6 bis 12 Jahre), Jungschar (12 bis 16 Jahre) und Jugend (ab 16 Jahren).
Die Bruderschaft betreibt eine Bibelschule, in der die Fächer Homiletik, Kirchengeschichte, Geistliches Leben, Katechetik und viele weitere unterrichtete werden. Die Schule läuft über 4 Jahre, ein Wochenende im Monat.
Sie haben auch eine Dirigentenschule zur Förderung der musikalischen Entwicklung mittels persönlicher Zurüstung zum musikalischen Dienst in Einzelgemeinde und Bruderschaft.
Im Jahr 2021 gab es rund 150 Gemeinden, die in 12 Regionen aufgeteilt sind, mit 21.000 Mitgliedern (Stand 2021). Die Stephanus Mission betreibt 20 Projekte in 18 Ländern. Es gibt neun Reha-Zentren. Die BFECG Bibelschule hat 250 Schüler.

## Leben und Lehre
In der BFECG werden neuere Entwicklungen innerhalb der charismatischen Bewegung ebenso abgelehnt wie Kontakte zur Ökumene oder zu anderen russlanddeutschen Christen, wie Baptisten, Mennoniten, Bund Taufgesinnter Gemeinden und andere. Die einzelnen Mitglieder der Gemeinden innerhalb der Bruderschaft sind in das Gemeindeleben stark eingebunden, das durch sogenannte „biblische Ordnungen“ reglementiert ist, wobei sich beispielsweise Kleidungsvorschriften und andere Gemeinderegeln in den letzten Jahren gelockert haben. Neben einer „geistlichen Neugeburt“ (auch Bekehrung genannt) wird vor der Gläubigentaufe auch die sogenannte Geistestaufe erwartet. Als Beleg für den Empfang der Geistestaufe wird in der Regel die Gabe der Zungenrede angesehen.
Die Wassertaufe wird an glaubenden Volljährigen durch ein vollständiges Untertauchen im Wasser vollzogen.

## Publikationen
Als „Gemeinde- & Missionszeitschrift“ veröffentlicht die BFECG seit 1990 die vierteljährliche Publikation Stephanus. Später kam der Untertitel Weg der Nachfolge hinzu.

## Belege
1. 1 2  Matthias Pöhlmann, Christiane Jahn (Hrsg.): Handbuch Weltanschauungen, religiöse Gemeinschaften, Freikirchen. Gütersloher Verlagshaus, Gütersloh 2015, S. 264.
2. ↑  Die Winterscheider Mühle ist Geschichte. In: Kölner Stadt-Anzeiger vom 8. Mai 2015.
3. ↑  Stefan Keller: Wahlunterlagen sogar nach Paraguay geschickt. In: Rheinpfalz.de. 4. Mai 2019, abgerufen am 16. Oktober 2023.
4. ↑  Deutsch-Russen in Bruchmühlbach räumen ihre Zimmer leer. SWR, 23. März 2022, abgerufen am 16. Oktober 2023.
5. ↑  Krisengebiet Ukraine – Weg der Spenden. Freie Christengemeinde Hoffnung e. V., Mettenheim, abgerufen am 16. Oktober 2023.
6. 1 2  Alle Männer dürfen predigen. Abgerufen am 31. August 2023.
7. ↑  Bibelschule der BFECG. Abgerufen am 14. Februar 2025.
8. ↑  Dirigentenschule - Worum geht es? Abgerufen am 13. Februar 2025.
9. ↑  Das Wirken des heiligen Geistes in der Pfingstbewegung | FECG Cloppenburg | 18.05.2021. Abgerufen am 7. August 2022.
10. ↑  Eintrag in der Zeitschriftendatenbank: 2668155-9.